# Sweet Baby Inc.
Sweet Baby Inc. est un studio québécois de développement narratif de jeux vidéo et de consultation basé à Montréal et travaillant partout dans le monde. Il fut fondé en 2018 par d'anciens développeurs d'Ubisoft, dont la scénariste Kim Belair et le chef de produit David Bédard, qui sont devenus respectivement présidente-directrice générale et directeur des opérations de Sweet Baby.
L'entreprise propose des conseils aux développeurs de jeux vidéo sur l'aspect narratif de leur œuvre à différentes étapes du processus. L'objectif est tant de rendre les jeux attractifs que de promouvoir la diversité, l'équité et l'inclusion au sein des récits et des studios afin de traiter respectueusement certains sujets progressistes comme, par exemple, parfaire la représentation d'un personnage ou éviter sa caricature par rapport à sa diversité sexuelle et de genre ou son ethnie.
Sweet Baby a été consultant auprès de plusieurs développeurs pour des jeux, notamment Gotham Knights, God of War Ragnarök, Marvel's Spider-Man 2, Suicide Squad: Kill the Justice League et Alan Wake 2. L'accent mis par l'entreprise sur la diversité et l'inclusion dans les jeux vidéo a suscité des plaintes et des critiques de la part de joueurs que les militants pro inclusion nomment « anti-woke ».

## Histoire
Après avoir travaillé dans l'entreprise française de jeu vidéo Ubisoft, Kim Belair l'a quitté et a co-fondé Sweet Baby Inc. pour se sentir plus en sécurité dans l’industrie du jeu vidéo et continuer à y travailler. La raison d'être de Sweet Baby est de promouvoir l'émergence des femmes et des groupes marginalisés dans l'industrie vidéoludique, industrie qui a connu en son sein des problèmes de comportement toxique, de sexisme et de racisme systémique.
La société veille à ce que des personnages de différents groupes démographiques soient ajoutés au jeu non seulement pour une présence minime et symbolique, ce qui est devenu courant dans l'industrie du jeu vidéo dans les années 2020, mais que la représentation de ces personnages soit respectueuse, tout en s'intégrant le mieux possible dans le contexte global de l'histoire et que le scénario soit bien écrit. Pour atteindre cet objectif, Sweet Baby organise des consultations auprès des développeurs avec des représentants de différents groupes ethniques et culturels lors de l'ajout de personnages issus de ces mêmes groupes. Bien que le studio puisse être consulté à tout moment du développement, Belair a expliqué qu'il avait de meilleures chances de s'améliorer en entrant tôt au cours du développement pour éviter d'annuler le travail terminé.
Pour le jeu God of War Ragnarök, Sweet Baby a spécifiquement travaillé à actualiser le personnage d'Angrboda, un personnage secondaire du jeu, en la représentant comme une jeune adolescente noire, pour la rendre plus proche du public noir malgré le cadre de mythologie nordique du jeu. Sweet Baby a également participé à l'écriture du scénario de Marvel's Spider-Man 2.
Sweet Baby est aussi un développeur de jeux vidéo : il a créé deux jeux de réflexion en 2023, Recommendation Dog et Reel Steal pour la console portable Playdate. Reel Steal est un jeu de braquage où le joueur incarne un voleur embauché par un mystérieux personnage afin de récupérer le butin en n'étant équipé que d'une canne à pêche. Quant à Recommendation Dog, il s'agit un jeu où le joueur incarne un petit chien qui travaille dans une agence d'intérim.
En 2024, Sweet Baby retire Square Enix de la liste de ses partenaires, laissant supposer une possible fin du partenariat entre les deux entreprises. Cependant, aucune annonce officielle ne semble avoir été faite,.

## Ludothèque
| Année | Jeu vidéo                              | Développeur               | Rôle                                                                                   | Ref    |
| ----- | -------------------------------------- | ------------------------- | -------------------------------------------------------------------------------------- | ------ |
| 2019  | Neo Cab (en)                           | Chance Agency             | Écriture                                                                               | [ 9 ]  |
| 2020  | Dota Underlords                        | Valve                     | Écriture de scénario                                                                   | [ 10 ] |
| 2020  | Assassin's Creed Valhalla              | Ubisoft Montréal          | Écriture de scénario                                                                   | ,      |
| 2021  | Dungeons and Dragons: Dark Alliance    | Tuque Games               | Écriture de scénario                                                                   | [ 12 ] |
| 2021  | Sable                                  | Shedworks                 | Écriture et personnages                                                                | ,      |
| 2022  | Lost Your Marbles                      | Sweet Baby                | Développement complet                                                                  | [ 6 ]  |
| 2022  | Gotham Knights                         | WB Games Montréal         | Écriture de scénario                                                                   | ,      |
| 2022  | God of War Ragnarök                    | Santa Monica Studio       | Consultation sur la narration et les personnages                                       | ,      |
| 2023  | Recommendation Dog                     | Sweet Baby                | Développement complet                                                                  | [ 6 ]  |
| 2023  | Reel Steal                             | Sweet Baby                | Développement complet                                                                  | [ 6 ]  |
| 2023  | Shadow Gambit: The Cursed Crew (en)    | Mimimi Games              | Compréhension de la lecture                                                            | [ 15 ] |
| 2023  | Goodbye Volcano High                   | KO OP                     | Direction narrative, conception, écriture, compréhension de la lecture                 | [ 5 ]  |
| 2023  | Quantum Phantom Basketball             | Brenda Arts               | Écriture et production                                                                 | [ 16 ] |
| 2023  | The Crew Motorfest                     | Ubisoft Ivory Tower       | Relecture, rédaction complémentaire                                                    | ,      |
| 2023  | Kingdom Eighties: Summer of Greed      | Fury Studios              | Écriture complémentaire                                                                |        |
| 2023  | Marvel's Spider-Man 2                  | Insomniac Games           | Consultation de l'histoire                                                             | ,      |
| 2023  | Alan Wake 2                            | Remedy Entertainment      | Personnages, compréhension de la lecture                                               | ,      |
| 2024  | Suicide Squad: Kill the Justice League | Rocksteady Studios        | Écriture de scénario (enregistrements audio, personnage non-joueur)                    | ,      |
| 2024  | Tales of Kenzera: Zau                  | Surgent Studios           | Narration                                                                              | [ 16 ] |
| 2024  | Flintlock: The Siege of Dawn           | A44 Games                 | Écriture et personnages                                                                | [ 18 ] |
| 2024  | Afterlove EP                           | Pikselnesia               | Conception et rédaction du récit                                                       | ,      |
| 2024  | Capes                                  | Spitfire Interactive      | Consultation sur les personnages                                                       | [ 13 ] |
| 2025  | Hyper Light Breaker (en)               | Heart Machine             | Structure de l'histoire et développement des personnages                               | [ 20 ] |
| 2025  | Usual June                             | Finji                     | Narration et personnages                                                               | ,      |
| 2025  | South of Midnight                      | Compulsion Games          | Développement de scénario, consultation sur la diversité culturelle et les personnages | [ 13 ] |
| NC    | Battle Shapers                         | Metric Empire             | Direction narrative, conception, écriture, monde                                       | [ 20 ] |
| NC    | Breeze in the Clouds                   | Stormy Nights Interactive | Conception narrative et consultation                                                   | [ 20 ] |
| NC    | Contraband                             | Avalanche Studios         | Compréhension de la lecture, écriture du scénario                                      | [ 20 ] |
| NC    | Marvel's Wolverine                     | Insomniac Games           | Consultation sur le récit                                                              | [ 1 ]  |

## Controverses et réactions négatives
En octobre 2023, Sweet Baby Inc. reçoit des remarques négatives sur le forum Kiwi Farms où un utilisateur décrit l'implication de l'entreprise avec Alan Wake 2 comme « potentiellement l'un des plus gros scandales de l'histoire du jeu vidéo ».
En 2024, un groupe de discussion du nom de « Sweet Baby Inc Detected » est créé sur la plate-forme de distribution de jeux PC Steam. Le fondateur de Sweet Baby Inc Detected est un brésilien, ayant pour pseudonyme Kabrutus, et dont l'objectif est de colliger sur Steam tous les jeux auxquels ont travaillé les membres de Sweet Baby. Kabrutus reproche à la société d'imposer des priorités politiques ainsi qu’une approche de diversité, d'équité et d'inclusion dans ces jeux, ce qui contredirait, selon lui, l'affirmation de Sweet Baby comme quoi la diversité serait naturelle. Sweet Baby Inc Detected reçoit une attention accrue en février 2024 lorsqu'un employé de Sweet Baby a demandé à d'autres personnes de signaler le groupe et son fondateur pour violation du code de conduite de Steam. Par la suite, Kabrutus a accusé Sweet Baby de censure. Toutefois, Belair a contesté cette affirmation, affirmant que le studio avait choisi de ne pas contacter la société mère de Steam, Valve.
Après avoir été accusé par des joueurs d'avoir ajouté plein de drapeaux arc-en-ciel au sein de la ville de New York dans Marvel's Spider-Man 2, Belair a expliqué que le travail sur Marvel's Spider-Man 2 avait consisté à améliorer les récits en général plutôt qu'à se concentrer uniquement sur la diversité et l'inclusion ; le studio montréalais a en effet fourni un travail narratif pendant environ trois ans, y compris plusieurs niveaux et plusieurs arcs de personnages,.
Belair affirme également que Sweet Baby Inc ne pratique pas la censure et n'a pas d'intérêt pour le tokénisme.

### Traduction
- (en) Cet article est partiellement ou en totalité issu de l’article de Wikipédia en anglais intitulé « Sweet Baby Inc. » (voir la liste des auteurs).